# Akatisi
Akatisi (eller akatesi) er et syndrom karakteriseret ved ubehagelige følelser af indre rastløshed, der viser sig ved en manglende evne til at sidde eller stå stille. Det kan opstå som en bivirkning af medicinering, specielt antipsykotika. En anden, mere sjælden, årsag kan være Parkinsons og lignende sygdomme og sandsynligvis også andre neurologiske sygdomme.
Ordet blev første gang brugt om syndromet af den tjekkiske neuropsykiater Ladislav Haskovec i 1901.